# Oleria polymacula
Oleria polymacula är en fjärilsart som beskrevs av Rosenberg och Talbot 1914. Oleria polymacula ingår i släktet Oleria och familjen praktfjärilar. Inga underarter finns listade i Catalogue of Life.